# Balzers
Balzers település Liechtensteinben, két exklávéval rendelkezik. A fejedelemség legnyugatibb települése, és mintegy 4500 lakosával az ország negyedik legnagyobb önkormányzata.

## Története
Balzers község története lényegében megegyezik Liechtensteinével. Körülbelül Kr. e. 3000 óta lakják, a falut először Kr. u. 842-ben említették.
A régészeti feltárások kimutatták, hogy a Gutenberg-kastély várhegye a neolitikum óta lakott. A várhegyen talált, bronzkorból származó hét emberi bronzszobor és két állatfigura (vaddisznó és szarvas) nagy művészettörténeti jelentőséggel bír. 
Kr. e. 15-ben a rómaiak meghódították a mai Liechtenstein területét és létrehozták Raetia tartományt. A Kr. u. 1. században kiépítették a Milánó-Bregenz katonai utat, amely Balzers területét is érintette.
A Gutenberg-kastélyban 9. és 10. századi, mintegy 300 sírból álló temetőt tártak fel. Az évszázadok alatt a települést többször kifosztották és felégették.
1795-ben a falu északi részén tűz ütött ki, amelyben 34 ház és a plébániatemplom pusztult el. 1799 márciusában a francia csapatok a Rajnán Balzers közelében keltek át, és 1799 októberében mintegy 15 000 katona táborozott Balzersben Alekszandr Vasziljevics Szuvorov orosz tábornok vezetésével.
A második világháború óta Balzers egyre inkább fontos üzleti központtá vált.
Balzers - Triesennel és Triesenberggel együtt - az utolsó három liechtensteini község egyike volt, amely lehetővé tette a nők számára, hogy 1986. április 20-án községi szinten szavazzanak.

## Népesség
Ma 4608 ember él Balzersben. A külföldiek aránya 26,9 százalék. A lakosság 80 százaléka római katolikus.

### A népesség alakulása
| év       | 1584 | 1850 | 1930 | 1950 | 1975 | 1995 | 2000 | 2015 |
| -------- | ---- | ---- | ---- | ---- | ---- | ---- | ---- | ---- |
| Lakosság | 313  | 1083 | 1347 | 1756 | 3104 | 3954 | 4233 | 4608 |

## Látnivalók
- A Gutenberg-kastély Balzers leghíresebb nevezetessége. A 12. században épült kastély egy 70 méter magas szikla tetején helyezkedik el. Sokáig magántulajdonban volt, 1979 óta az állam kezében van.
- A Grafenberg-kastély (más néven Mörderburg) romjai Fläschs községben találhatók, de a várhegy Balzers községhez tartozik, a vár a 13. században épült.
- A Szent Miklós plébániatemplomot 1912-ben szentelték fel, és Gustav von Neumann bécsi építész tervezte.  A várhegy lábánál levő templomot II. János herceg adományozta a községnek, uralkodásának 50. évfordulója alkalmából.
- A régi temetőt 1966-ig használták, és 1997/1998-ban bezárták. Egy plébániatemplom épült itt 1805 és 1807 között, helyettesítve azt a templomot, amelyet az 1795-ös tűzvész pusztított el. 1926-ban az újonnan épült plébániatemplom helyhiány miatt lebontásra került. Csak a régi templomtorony maradt meg, amelyet park vesz körül.
- A régi paplak 1804 és 1870 között épült, és felváltotta az 1795-ös falusi tűzesetben megsemmisült paplakot. A régi plébánia és a szomszédos paplak 2011 közepe óta kulturális központként működik.
- A Gutenberg-ház oktatási központ a Gutenberg-kastély lábánál. Franziska von Liechtenstein hercegnő 1854 és 1856 között építtette az épületet. Többek között különböző szerzetesrendek gimnáziumként használták 1973-ig.

## Gazdaság és közlekedés
Liechtenstein maga nem rendelkezik autópályákkal, de a svájci A13 a Rajna bal partján halad, melynek Balzers közvetlen közelében is van kijárata.
A Sargans vasútállomás körülbelül tíz perc alatt elérhető a LIECHTENSTEINmobil közlekedési társaság által üzemeltetett nyilvános busszal, így Balzers összeköttetésben áll a svájci Chur, St. Gallen és Zürich városokkal is.
2014 végén Balzersben körülbelül 3400 munkahely volt, az Oerlikon Balzers a község fő munkaadója.

## Politika
A község vezetője Hansjörg Büchel (FBP). A 2019. március 24-i önkormányzati választásokon az érvényes szavazatok 61,7% -át kapta.

## Balzersiek
- Xaver Frick (1913-2009) - olimpikon, atléta és sífutó, az egyetlen liechtensteini sportoló, aki mind a nyári, mind a téli olimpiai játékokon részt vett.
- Andrea Willi (1955-) Liechtenstein külügyminisztere 1993 és 2001 között.

## Testvérvárosok
- Szaitama, Japán (2000-től)

## Fordítás
- Ez a szócikk részben vagy egészben  a   Balzers című német Wikipédia-szócikk fordításán alapul.  Az eredeti cikk szerkesztőit annak laptörténete sorolja fel. Ez a jelzés csupán a megfogalmazás eredetét és a szerzői jogokat jelzi, nem szolgál a cikkben szereplő információk forrásmegjelöléseként.